# Adolph Lange (Politiker)

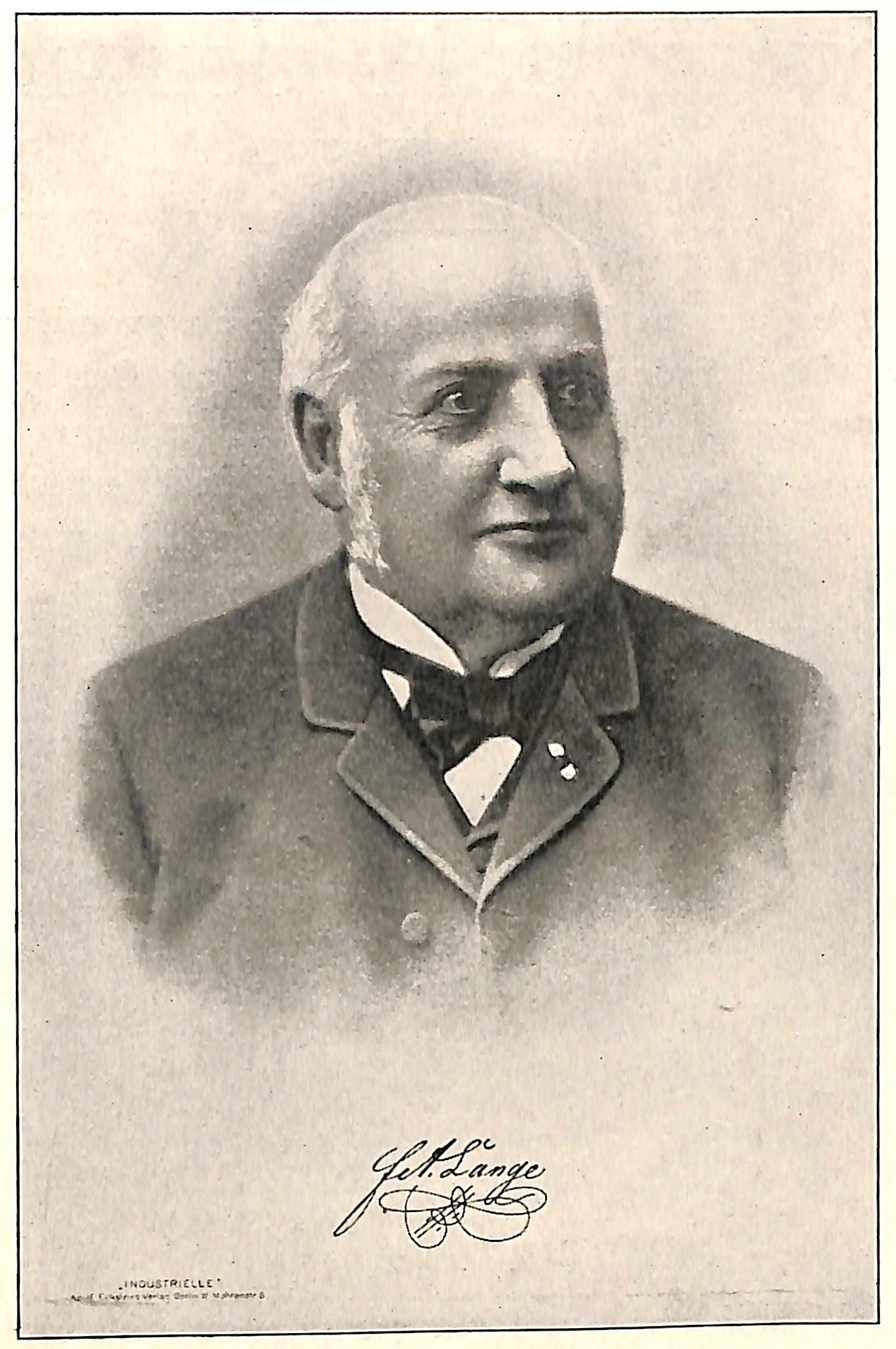
Franz Adolph Lange (1815–1898)

Franz Adolph Lange (* 10. April 1815 in Pleil, Böhmen; † 13. November 1898 in Blasewitz) war ein deutscher Unternehmer im Bereich der Metallindustrie und konservativer Politiker. Er war Abgeordneter des Sächsischen Landtags.

## Leben und Wirken
Der aus dem böhmischen Grenzort Pleil stammende Lange trat 1842 in die kaufmännische Leitung der Argentan- und Schmelzfarbenfabrik des Ernst August Geitner im erzgebirgischen Schneeberg ein. 1844 heiratete er Agnes Geitner (* 1821) und wurde somit zum Schwiegersohn des Erfinders des Argentans. Die Argentanfabrik in Auerhammer übernahm er 1855 nach dem Tod seines Schwagers Alfred zunächst als Leiter. 1858 kam sie vollständig in seinen Besitz und hieß nun Dr. Geitners Argentanfabrik F. A. Lange. Er erweiterte den Betrieb für die Herstellung diverser Sorten von Neusilber. 1864 ließ er die erste Dampfmaschine aufstellen, um einen gleichmäßigen und vom Jahresverlauf der Wasserkraft unabhängigen Antrieb seiner Walzwerke zu gewährleisten. Als in den 1870er-Jahren der Nickelpreis stark stieg, experimentierte Lange auch mit anderen Metallen.
1873 erwarb Lange für 135.000 Taler den Königlich Sächsischen Kupferhammer Grünthal bei Olbernhau, der fortan unter der Bezeichnung Sächsische Kupfer- und Messingwerke F. A. Lange in Kupferhammer-Grünthal firmierte. In einer Nachwahl für den aus dem Sächsischen Landtag ausgeschiedenen Abgeordneten Gustav Adolf Vodel wurde er 1881 im 20. städtischen Wahlbezirk in die II. Kammer gewählt, der er bis 1885 angehörte. 1883 gründete er eine Zweigniederlassung in Schweinitzmühle in Grünthals böhmischen Nachbarort Brandau als Gießerei mit Walz- und Bandwalzwerken sowie Draht- und Stangenzieherei. Er kaufte außerdem die Argentanfabrik der Gebrüder Unger und Lindner hinzu. 1885 übergab er alle seine Unternehmen an seinen Sohn Gustav Albert Lange (1846–1918) und seine Tochter Clara verehel. Domkowicz, die das Firmenimperium zum bedeutendsten Hersteller von Nichteisen-Halbzeugen in Sachsen ausbauten. 1885 waren in Grünthal 250 Mitarbeiter beschäftigt; 1892 je ca. 500 in Grünthal und Auerhammer. Lange war sächsischer Kammerrat und Ritter des Königlich-Sächsischen Albrechts-Ordens I. Klasse; sein Sohn später Königlich-sächsischer geheimer Kommerzienrat.
Im Jahr 1928 wurde der Enkelsohn Adolf Heinrich Bokemeyer Alleininhaber der Langeschen Firmen in Auerhammer und Grünthal.

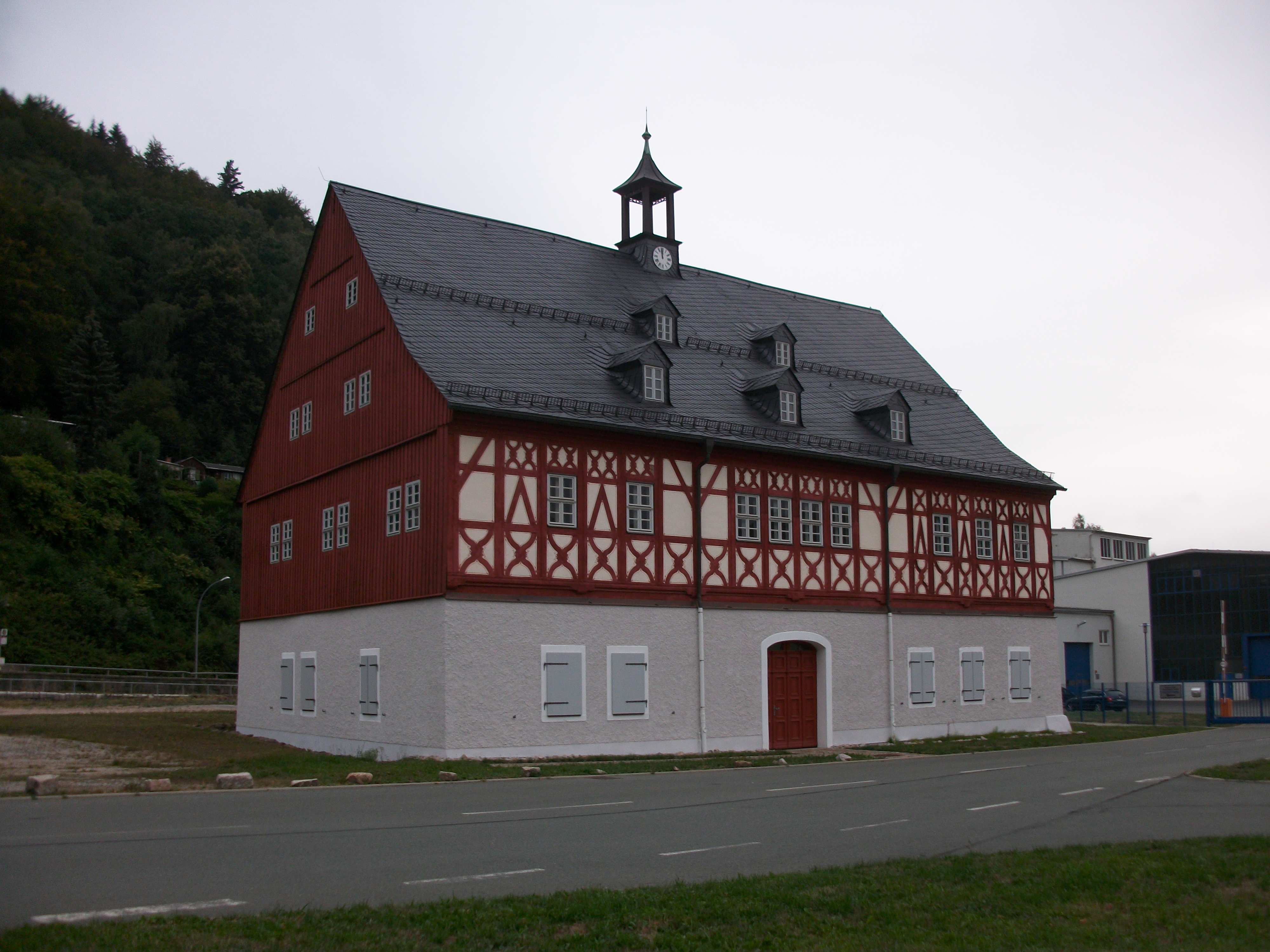
Herrenhaus Auerhammer
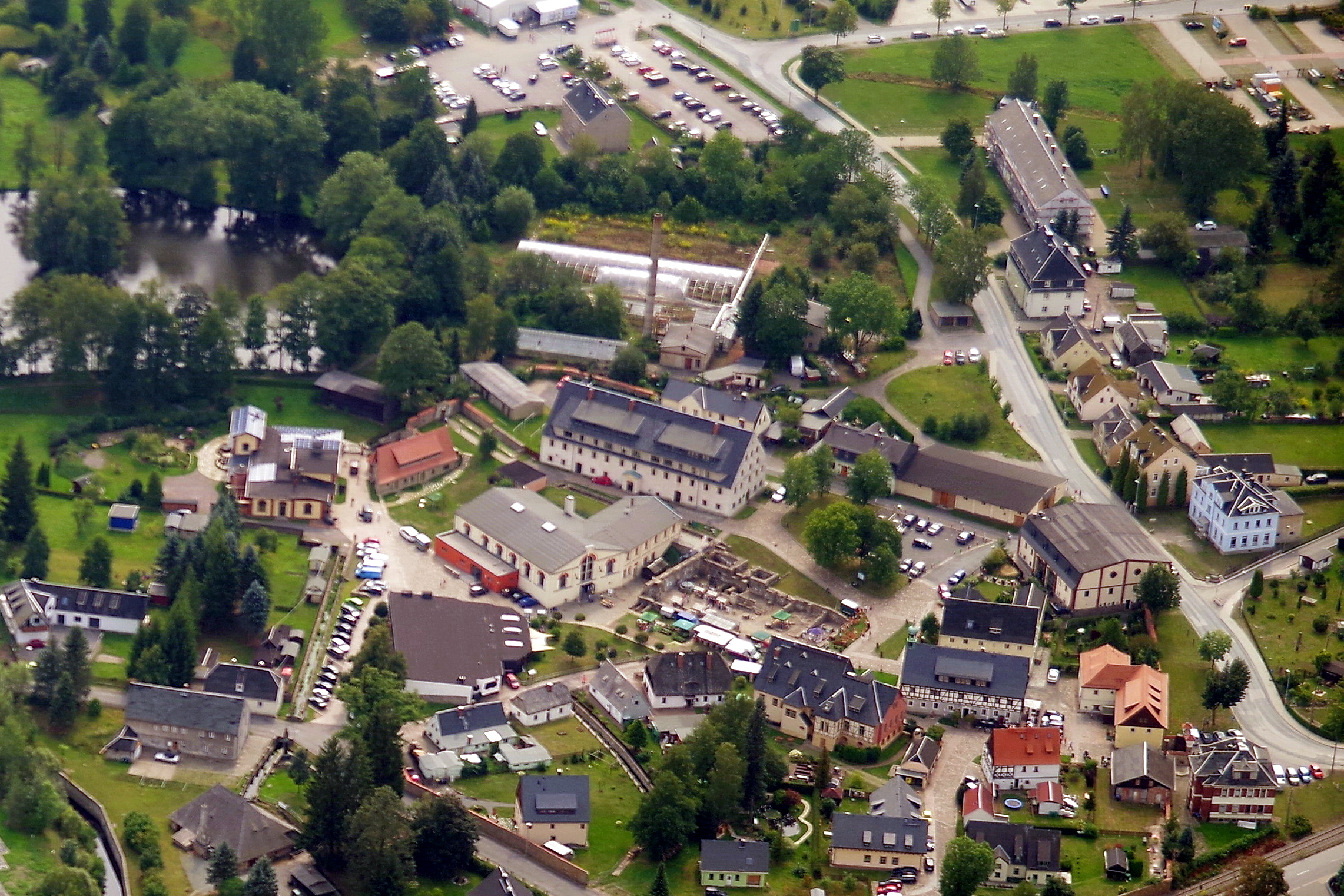
Saigerhütte Grünthal
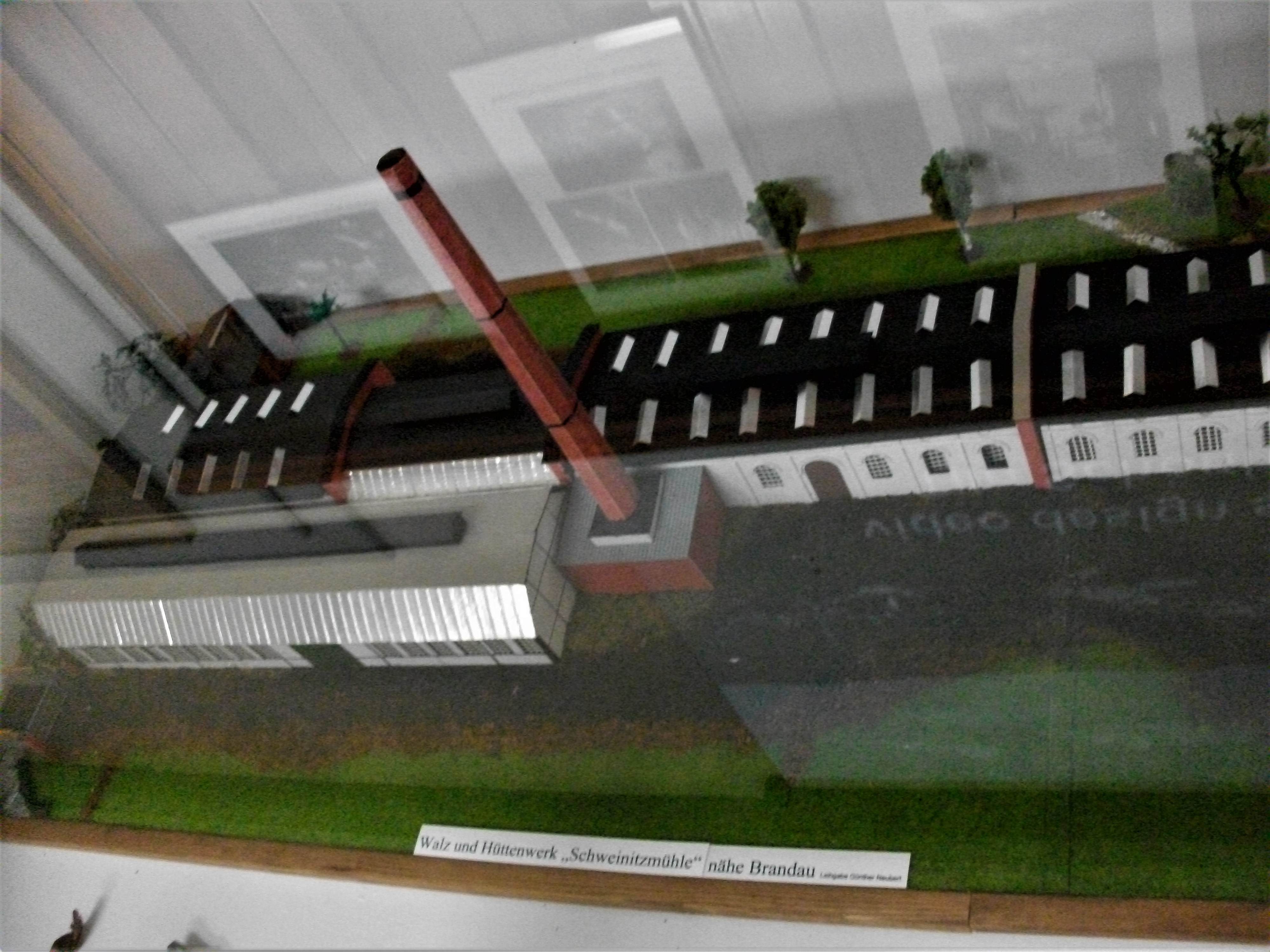
Modell der Schweinitzmühle Brandau
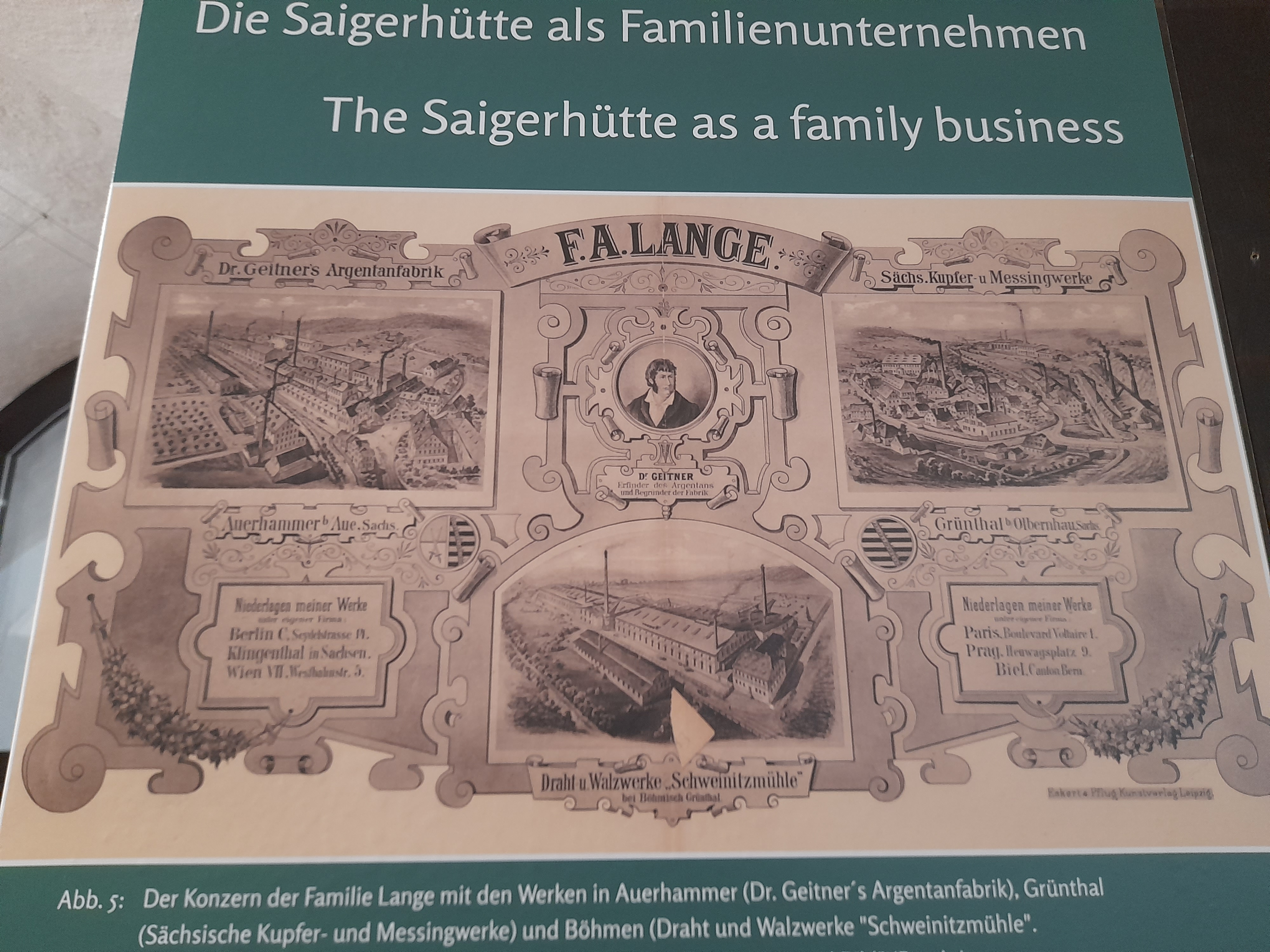
Bestandteile des Konzerns der Familie Lange in Auerhammer, Grünthal und Schweinitzmühle

## Familiäres

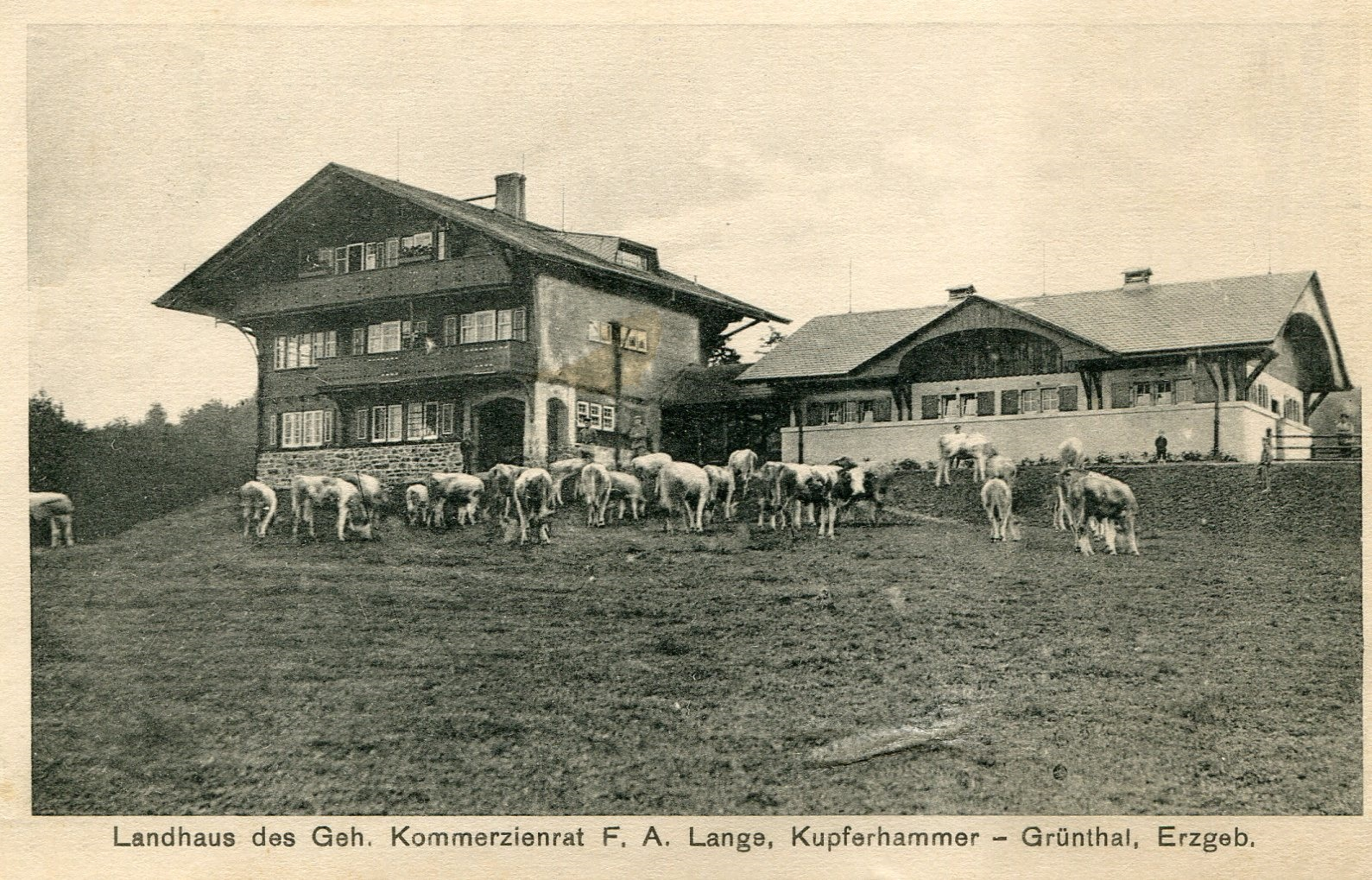
Landhaus von Adolph Lange
in Grünthal

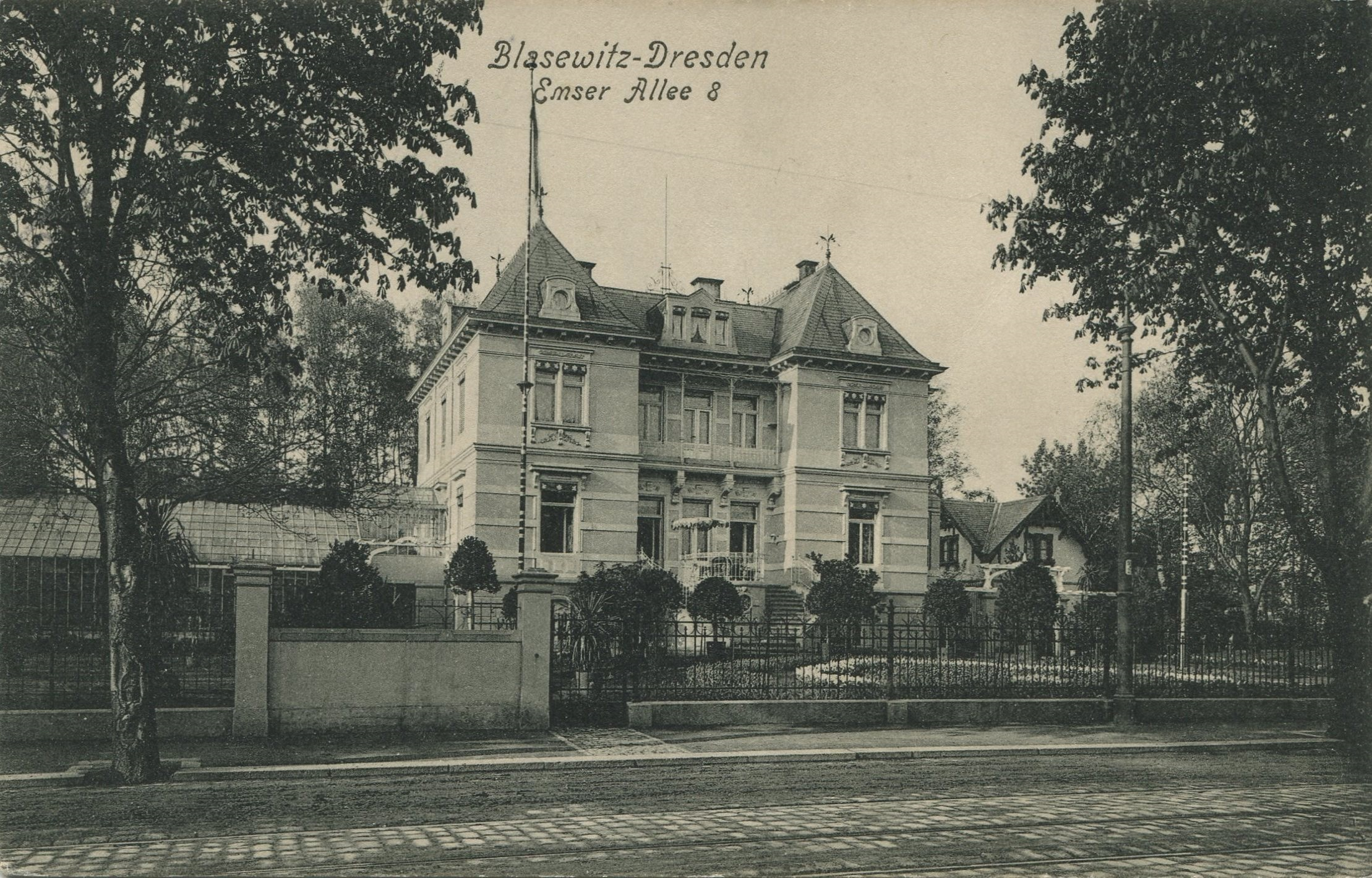
Villa in Dresden-Blasewitz
Emser Allee 8 ca. 1907

Seine erste Frau Agnes starb am 4. Juli 1860 in Auerhammer.
Adolph Lange schloss am 19. Februar 1863 in der Kirche zu Klösterlein in Zelle seine zweite Ehe mit Anna Cramer (* 1837 Plauen, † 1899 Blasewitz). Sie war die Nichte von Carl Eduard Cramer und eine Cousine von Rudolf Lavant. Das Ehepaar lebte in Auerhammer im Haus Nr. 1, ab 1871 in der Villa Lange in der Dr. Geitner-Str. 11B (heute Ricarda-Huch-Str. 15), 1878 zogen sie in das Landhaus in Grünthal/Olbernhau.
Lange hatte sieben Kinder aus 1. Ehe, 3 Töchter und 4 Söhne, wobei vier Kinder bald starben. Aus der 2. Ehe gingen sechs Kinder hervor, vier Töchter und zwei Söhne, wobei die Söhne bald starben.
In den Adressbüchern von Dresden werden beide von 1888 bis 1899 in der Emser Allee 8 (heutige Goetheallee 20) geführt. In dieser Villa lebten sie bis zu ihrem Tod. Lange ließ zwischen 1896 und 1898 in der Emser Allee 19 in Dresden-Blasewitz, heute Goetheallee 8, eine Villa erbauen. Die Fertigstellung der Villa erlebte Adolph Lange nicht mehr, auch Anna Lange zog nicht mehr in die neue Villa ein. Beide sind auf dem Johannisfriedhof in Dresden-Tolkewitz beerdigt worden.